# A nagykövetek (ifjabb Holbein festménye)
A nagykövetek, másik ismert címén Jean de Dinteville és Georges de Selve ifjabb Hans Holbein festménye, amely a londoni National Gallery gyűjteményének rész. A festményt 1890-ben vásárolta meg az intézmény.

## Keletkezése
A nagyméretű kettős portrét 1533-ban festette Holbein, második angliai útján. A festő, szokásaival ellentétben, aláírta és datálta a képet, neve és az évszám a márványpadlón, a bal oldali alak mögött látható. Ez és az aláírás kidolgozottsága arra utal, hogy büszke volt alkotására.
A kép készítésének idején ereje teljében volt a VIII. Henrik angol király udvarából indult politikai vihar. A király úgy döntött, hogy elválik feleségétől, Aragóniai Katalintól, de VII. Kelemen pápa nem járult hozzá ehhez. Ez később a Pápai állammal való szakításhoz és az anglikán egyház megalapításához vezetett, amelynek feje az angol uralkodó lett. A vallási és politikai szakítás a katolikus Európával, nem sokkal a protestantizmus megjelenése után, aggasztotta I. Ferenc francia királyt, aki diplomáciai küldöttséget menesztett Londonba.
A kép bal oldalán álló férfi Jean de Dinteville, I. Ferenc követe, aki királyát képviselte VIII. Henrik és Boleyn Anna esküvőjén. A másik férfi Georges de Selve, Lavaur püspöke, aki szintén dioplomáciai misszióra érkezett, de annak célja nem ismert. Négy évvel korábban részt vett a második speyeri diétán, amelyen V. Károly német-római császár megpróbálta kibékíteni a katolikusokat és a protestánsokat. Mindkét férfi a húszas éveiben volt megörökítésük idején. Dinteville tőrének hüvelyén és a könyvön, amelyen de Selve könyököl, latin felirat tudatja, hogy 28, illetve 24 évesek.
Dinteville nem térhetett haza a királyi házasság után, hanem meg kellett várnia Boleyn Anna koronázását, illetve gyermeke, a későbbi I. Erzsébet angol királynő 1533. szeptemberi születését, mivel utóbbinak I. Ferenc francia király volt a keresztapja. A fennmaradt beszámolók szerint Dinteville nem örült a meghosszabbított tartózkodásnak, úgy jellemezte magát, mint minden idők leginkább melankolikus, kimerült és unalmas nagykövetét. Barátja, de Selve 1533 áprilisi érkezése viszont felvidította: barátságuknak és közös angliai tartózkodásuknak állítottak emléket a festménnyel.
A képen a két férfit egy polcszerű bútor választja el, amelyre mindketten rákönyökölnek, természetes hatást adva így a kompozíciónak. A polc alkalmas arra is, hogy Holbein olyan tárgyakat helyezzen el rajta, amelyek szerinte megjelenítik a modellek érdeklődését, családi helyzetét, elfoglaltságait, vallásos hitét. A reneszánsz festészetben gyakran kerültek az ilyen képekre hangszerek, könyvek, érmék, virágok. A nagyköveteken megjelenő tárgyak feladata, hogy a két férfi intellektusán túl, tükrözzék a felkavart európai politikai-vallási élet problémáit.

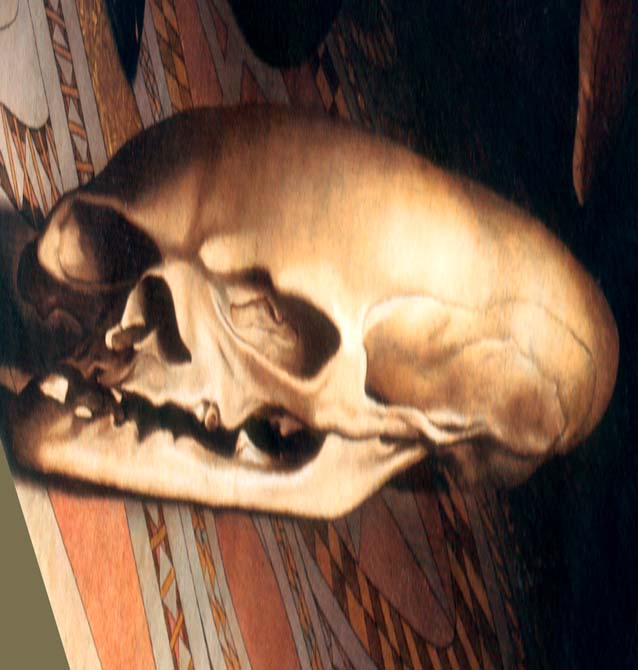
A kibontott anamorfózis

A felső polcon mérőeszközök láthatók, amelyekkel a csillagok és más égitestek helyzetét határozták meg, a bal szélre egy éggömböt helyezett Holbein, kicsit arrébb pedig egy több oldalú napóra látható. Nicholas Kratzerről, VIII. Henrik udvari csillagászáról tudni, hogy készített ilyen eszközöket. Holben meg is örökített őt, miközben egy napórán dolgozik, ez a kép a Louvre-ban van. A precíz szerkezetek szerepeltetése azt hivatott érzékeltetni, hogy a képen szereplő férfiak értik a matematikát és járatosak a tudományokban.
Az alsó polcot elsősorban a zenének szentelte a festő. Középpontjában egy lant áll, tokja a földön, mellette furulyák. A lant húrjainak egyike szakadt, a furulyák közül hiányzik egy, ami azt sugallja, hogy megszűnt a zenei-vallási harmónia. Látható egy matematikai könyv, valamint egy lutheránus zsoltáros könyv, amelyben Holbein szándékosan két olyan éneket mutat, amelyek a hasonló kiadványokban nem egymás után következnek: a Jöjj, Szentlélek! és a Tízparancsolat a keresztény egységet fejezik ki. Az ezen a polcon álló földgömbön Polisy látható, ahol Dinteville kastélya állt, és később a kép is függött. A bal felső sarokban elrejtve egy feszület látszik.
A festmény Holbein különleges technikai tudásának jó példája. Dinteville rózsaszín szaténtunikájának fénye, simasága kontrasztot alkot a férfi köpenyének szegélyén futó dús hiúzprémmel, amelynek szélein Holbein szálanként festette meg a szőrszálakat, megteremtve ezzel az anyag puhaságának képzetét. A tőr hüvelyéről lógó rojtokat először barnával festette meg a művész, majd bekente egy ragadós folyadékkal, amelybe aranyfüstöt illesztett, így hozva létre a ragyogó szálakat. A török terítőn látszanak a csomók, a szélein pedig kiállnak a használattól elkopott szálak. A reneszánsz portrékon gyakran helyeztek el a festők egyfajta emlékeztetőt az élet törékeny mivoltára. A nagykövetek legszokatlanabb eleme is egy ilyen memento mori, egy anamorfózis, amely a kép alsó részén látható. A szemből leginkább egy elnyújtott ellipszisre emlékeztető forma a kép bal oldaláról nézve koponyává alakul.